# Драган Маринковић (глумац)
Драган Маринковић Маца (Сарајево, 17. март 1968) је српски глумац и редитељ из Босне и Херцеговине.

## Биографија
Драган Маринковић Маца је рођен 17. марта 1968. године у Сарајеву. Дипломирао је глуму на Академији сценских уметности у Сарајеву и то као најбољи глумац у класи. Убрзо добија ангажман у Камерном театру 55 у Сарајеву, где остаје као сталан члан ансамбла све до преласка у Београд. У Београду одређени временски период игра у Атељеу 212, али га убрзо напушта, уз образложење да му је стални позоришни ангажман пренапоран и стресан, те да не задовољава његове финансијске прохтеве. Ипак, позориште није напустио у потпуности, будући да је наставио да гостује у многим позориштима по региону, углавном играјући монодраме и мелодраме. У позоришту је доживео више од 50 позоришних премијера, као глумац, али и као редитељ. Најзапаженије две његове представе Ја махалац и Сунце туђег неба убрзо постају прави регионални хитови. Поред позоришног рада, активан је и на телевизији, у филмским остварењима и серијама.
На филму је стекао нарочито искуство играјући у остварењима на француском и италијанском говорном подручју. У Француској је снимио десет, а у Италији четрири филма, сарађујући са тамошњим најпризнатијим филмским глумцима. У више наврата се опробао и у улози ТВ водитеља. Водио је емисије на разним телевизијама, углавном забавног карактера, те је код појединаца често оспораван као глумац, a подозреван да је забављач... Драган у више интервјуа недвосмислено наводи да је његово глумачко име, уједно и његово крштено, дакле Драган Маринковић, а да је популарни надимак Маца, тржишна роба која има свога купца и углавном се везује за његов рад на SHOWBIZ пројектима. Водио је квиз Руски рулет, затим на Пинк БХ емисију Пиле и Маца шоу, а како каже, из финансијских разлога опробао се и у ријалити програмима. Године 2007, учествује у првој сезони VIP Великог брата, а две године касније и у Великом брату - VIP All Stars.
Године 2010, ушао је у Фарму где је освојио друго место. Био је у такмичарском жирију Аудиција која је трајала две сезоне. Добитник је награде Камерног театра 55 у Сарајеву за најбоље позоришно остварење у сезони 1999/2000. Живи и ради на релацији Београд-Сарајево.

## Позната филмографија
- Territorio Comanche (филм 1997)
- Welcome to Sarajevo (филм 1997)
- Савршени круг (филм 1997)
- Стријелац (филм 1998)
- Непитани (филм 1999)
- Behind Enemy Lines (филм 2001)
- Прво смртно искуство (краткометражни филм 2001)
- Jours tranquilles à Sarajevo (филм 2003)
- Racconto di guerra (филм 2003)
- Soldati di pace (филм 2003)
- Земља црвених гусака (краткометражни филм 2003)
- Код Амиџе Идриза (филм 2004)
- Микрофон је Ваш (серија 2006)
- Тата и зетови (серија 2006-2007)
- Агенција за СИС (серија 2007)
- Печат (серија 2008)
- Крв није вода (серија 2008)
- Виза за будућност (серија 2008)
- Луд, збуњен, нормалан (серија 2010 и 2019)
- Остављени (филм 2010)
- Непријатељ (филм 2011)
- Криза средњих година (серија 2013-2014)
- Новембарски човек (филм 2014)
- Рекет (филм 2014)
- Политика и други злочини (филм 2014)
- Лажни свједок (серија 2016)
- Накнадно (серија 2016)
- Убице мог оца (серија 2016-2017)
- Пси лају, ветар носи (серија 2017 и 2019)
- Не дирај ми маму (серија 2018)
- Фасада (филм 2021)
- Кидање (филм 2021)
- Балканика (серија 2021)

- Ко жив, ко мртав (филм 2022)
- На рубу памети (серија 2022-23)
- Пад (серија 2023)
- Муње опет (филм 2023)